# Wlonice (gmina Wojciechowice)
Wlonice – wieś w Polsce położona w województwie świętokrzyskim, w powiecie opatowskim, w gminie Wojciechowice.
| SIMC    | Nazwa           | Rodzaj    |
| ------- | --------------- | --------- |
| 0810420 | Wlonice-Kolonia | część wsi |

Prywatna wieś szlachecka Wlanice, położona była w drugiej połowie XVI wieku w powiecie sandomierskim województwa sandomierskiego. W latach 1975–1998 miejscowość należała administracyjnie do województwa tarnobrzeskiego.